# ピーター・ハウイット
ピーター・ハウイット（Peter Howitt、1957年5月5日 - ）は、イギリス出身の俳優、映画監督、脚本家。
同名の舞台装置制作者（w:Peter Howitt (set decorator)）がいる。

## 略歴
マンチェスターで生まれ、ロンドンやケント州で育つ。1980年代初頭からイギリスでテレビシリーズやテレビ映画に多く出演。1997年、脚本も手がけた『スライディング・ドア』で映画監督としてデビュー。自分の監督作品には出演している。

## 主な監督作品
- スライディング・ドア Sliding Doors (1997)
- サベイランス -監視- Antitrust (2001)
- ジョニー・イングリッシュ Johnny English (2003)
- Laws of Attraction (2004)
- デンジャラス・パーキング Dangerous Parking (2007)
  - 日本では劇場未公開。
  - 第20回東京国際映画祭のコンペティション部門で上映され、最優秀監督賞を受賞。